# Marko Natlačen
Marco Natlačen (Vipacco, 24 aprile 1886 – Lubiana, 13 ottobre 1942) è stato un politico e avvocato jugoslavo, di etnia slovena. Ultimo Bano (Governatore) della Banovina della Drava, leader del Partito Popolare Sloveno durante la guerra.

## Biografia

### La gioventù
Nato in una famiglia di agricoltori nella Valle del Vipacco Marko Natlačen si diplomò a Goča e Vipacco, e dopo il liceo si trasferì a Vienna per studiare legge. Conseguì il dottorato nel 1912 e si trasferì a Lubiana l'anno successivo. Inizialmente lavorò come praticante legale, finché nel 1919 aprì il proprio studio legale. Durante gli anni da studente iniziò a frequentare attivamente l'Associazione cristiano-sociale slovena e l'Associazione sportiva di Orel, che rappresentava una importante realtà dell'autonomismo sloveno. Secondo molte testimonianze, da studente, Natlačen si sentiva molto legato alla sua terra, di cui aveva visitato quasi tutti i villaggi e le principali città facendosi anche conoscere in tutta la Slovenia.
Il 27 luglio 1914, subito dopo l'omicidio a Sarajevo dell'erede al trono, l'arciduca Francesco Ferdinando d'Austria-Este, Natlačen pubblicò il poema xenofobo antiserbo "Srbe na vrbe" (I serbi sui salice) sul giornale di Lubiana il giorno prima che l'Impero austro-ungarico dichiarasse guerra al Regno di Serbia.

### I primi passi in politica
Nel 1926 divenne vicepresidente del Partito Popolare Sloveno.
Nel 1927 fu eletto all'Assemblea dell'Oblas di Lubiana e in questo ruolo, sostenne l'unificazione dei due oblast sloveni (Lubiana e Maribor) e rimase in carica fino all'introduzione della dittatura del 6 gennaio.
Re Alessandro I di Jugoslavia tentava di creare artificialmente un'identità "jugoslava" a discapito delle altre nazionalità tra cui quella slovena, pertanto Natlačen, fu costretto ad agire clandestinamente e il culmine della sua azione fu la pubblicazione della "Dichiarazione slovena", di cui era una degli estensori, fu arrestato nel gennaio 1933 e internato in Bosnia per quasi due anni. fino alla morte del re Alessandro I nell'attentato di Marsiglia.

### Bano della Banovina della Drava

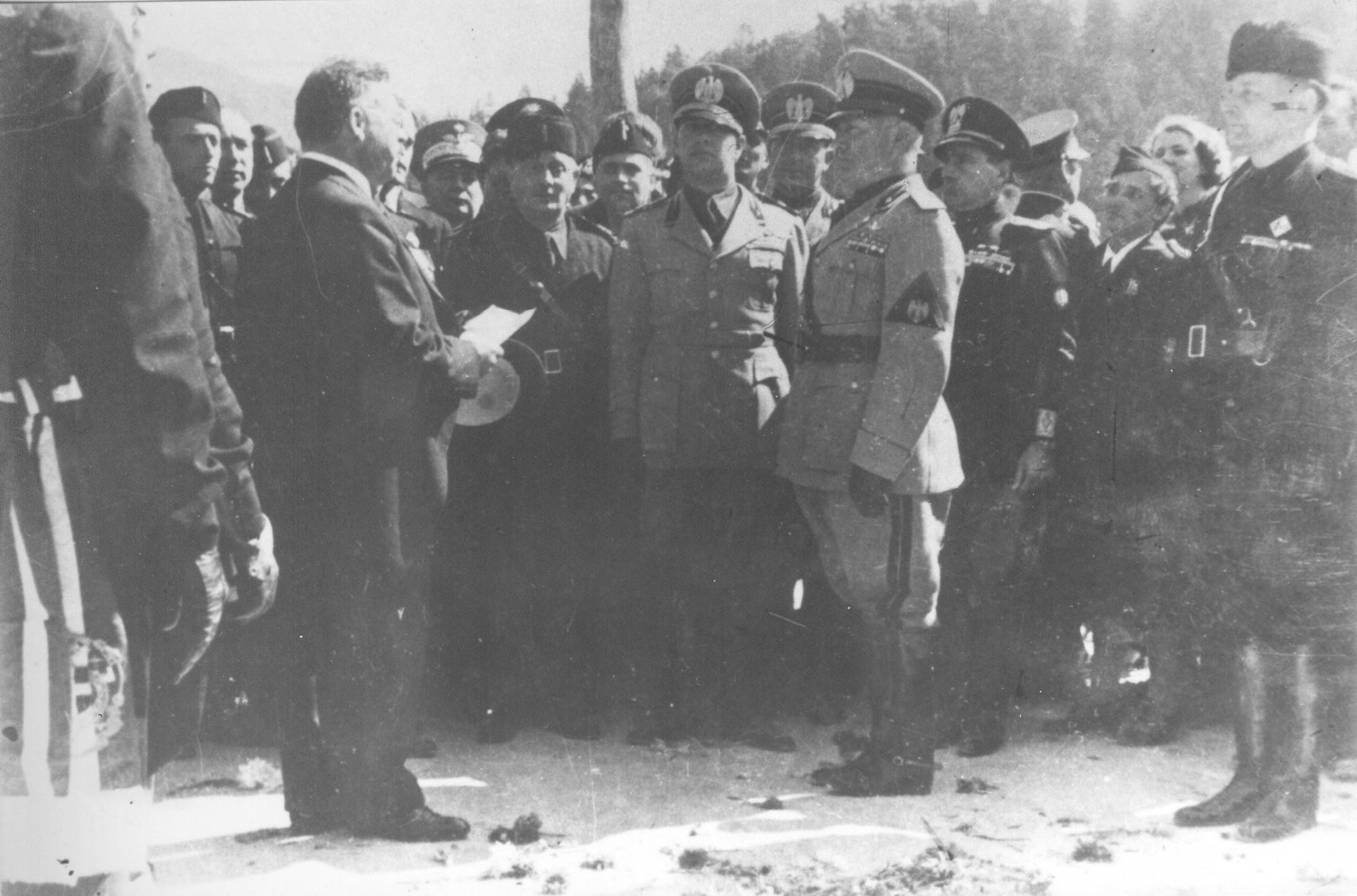
19 settembre 1938, Marko Natlačen si incontra con Mussolini presso Postumia

Nel 1935 Marko Natlačen fu nominato Bano della Banovina della Drava e la sua azione politica portò agli sloveni un inaspettato progresso economico e culturale con la costruzione di nuove scuole, ospedali e impianti sportivi.
Ma la vittoria più importante la conseguì il 5 ottobre 1936, quando, superati i contrasti con Belgrado, diede inizio alla costruzione della Biblioteca nazionale e universitaria di Lubiana, un atto simbolico per l'identità e la cultura del popolo sloveno. Così come si spese per implementare la collezione artistica Galleria nazionale della Slovenia in modo che fosse molto più ambiziosa che con i suoi predecessori.
L'obiettivo di Natlačen era la creazione di una Banovina di Slovenia sempre più autonoma e con l'inizio della Seconda guerra mondiale il controllo rigoroso sulle attività dei comunisti. Inoltre quando sulla Banovina si prospetto la crisi economica mondiale riuscì ad affrontarla con successo e insieme ad Anton Korošec, fu il più importante politico sloveno nel periodo tra le due guerre.
Il 19 settembre 1938, a Planina vicino a Rakek, sull'allora confine nazionale, ebbe un breve incontro con Benito Mussolini. Sebbene sia stato un incontro istituzionale gli avversari politici specularono sopra.

### L'invasione della Jugoslavia

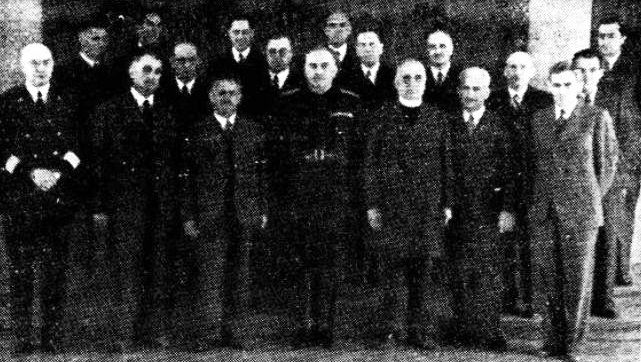
Il Sosvet di Lubiana

Dopo l'invasione della Jugoslavia nel 1941 al Regno di Jugoslavia, e l'esilio dei principali capi del Partito Popolare Sloveno, tra cui Miha Krek, Natlačen si ritrovò all'improvviso ad essere il più importante leader del partito rimasto in Slovenia ed insieme ai membri di altri partiti politici sloveni istituirono il Comitato Nazionale Sloveno di cui divenne presidente con l'obiettivo di creare un territorio autonomo sloveno sotto il controllo di un singolo occupante. e negoziò con tedeschi e italiani per preservare l'integrità amministrativa e politica del territorio. All'iniziativa aderirono tutti i partiti politici sloveni ad eccezione del Partito Comunista di Slovenia che fu escluso Il tentativo di ottenere uno stato sloveno del Comitato Nazionale, seppur sotto l'egida di Roma, fu un insuccesso e la Slovenia fu divisa tra le tre forze di occupazione (Germania, Italia, Ungheria così decise di sciogliersi il 20 aprile 1941.
Fece distruggere gli archivi della polizia dei comunisti sloveni in modo che non finissero nelle mani degli italiani ed operò per mitigare il regime di occupazione, oltre a ciò, attraverso canali segreti inviò informative presso al Papa per denunciare le persecuzione tedesche in Stiria e Alta Carniola e favorì l'immigrazione nelle aree controllate dagli italiani che imponevano un regime più moderato.
Quando gli italiani occuparono ufficialmente la Slovenia, il nuovo alto commissario della provincia di Lubiana Emilio Grazioli istituì un organo consultivo (Sosvet) per collaborare in cui furono chiamati i 14 membri più rappresentativi, Natlačen accetto inizialmente di farne parte ma si dimise presto in disaccordo con le azioni delle autorità italiane.
Fin dai primi giorni dell'occupazione italiana il Partito Popolare e i Liberal-Nazionali avevano costituito delle milizie di partito, la Legione Slovena e la Legione Sokolista. e nel marzo 1942 questi raggruppamenti, decisamente votati all'anticomunismo, su ispirazione di Natlacen e del vescovo Rozman furono uniti nella Fratellanza Slovena.
Già nell'estate del 1941, i comunisti avevano sollevato la ribellione contro l'occupante con lo scopo di prendere il potere con la forza armata. In risposta agli omicidi e alla paura dei partigiani comunisti nelle campagne slovene, La "Guardia Civica" (Vaške Straže o guardie di villaggio), che si affiancò poi alla Milizia Volontaria Anti Comunista (MVAC). alla cui costituzione, da parte del colonnello Ernest Peterlin, Natlačen fu inserito nel gruppo dirigenziale.

### L'omicidio
Dopo quegli eventi, si ritirò dalla vita pubblica, ma iniziò a ricevere minacce di morte finché il 13 ottobre 1942, Franc Stadler, inviato dal Servizio di sicurezza e intelligence (VOS) per conto del Partito Comunista di Slovenia, si presentò a casa sua travestito da sacerdote e gli sparò due colpi. Allertati dagli spari la moglie di Nathoven e il figlio Marko cercarono di fermarlo ma l'assassino riuscì a fuggire lo stesso.
Come riportato nel libro "Volti" di Josip Vidmar, l'esecuzione fu proposta in un primo tempo dallo stesso Edvard Kardelj ma poi ritirata, ma poi riproposta in un'altra occasione alla fine di agosto da altri membri del comitato VOS e sottoscritta dallo stesso Kardelj.
Lo stesso giorno le autorità italiane prelevarono 24 ostaggi nelle prigioni di Lubiana che furono fucilati in rappresaglia presso la casa di Natlačen. La vedova e il figlio Marko hanno cercarono inutilmente di impedirlo. La fucilazione degli ostaggi da parte delle autorità italiane avvenne ad appena 11 ore dall'omicidio di Natlacen quando il decreto che regolava le rappresaglie imponeva almeno 48 ore per poter rintracciare i veri colpevoli.
Gli avvenimenti furono commentati positivamente da Kardelj poiché "la liquidazione di Natlacen è stato un evento che alla fine ha fatto pendere la bilancia a nostro favore".
Natlačen fu sepolto nel cimitero di Mourners, ma la sua tomba fu fatta successivamente distruggere dalle autorità della Repubblica Socialista Federale di Jugoslavia e i suoi resti furono dispersi.

## Il ricordo
Nel 2005, per volontà del figlio Anton, fu eretta una nuova tomba simbolica la cui targa esposta fu benedetta personalmente dall'arcivescovo di Lubiana Alojzij Uran
Nel 2007 il Consiglio comunale del villaggio natale di Natlačen, Manče, approvò la dedica di un monumento a Natlačen, ma ha abbandonato l'idea per l'opposizione degli abitanti in considerazione del ruolo collaborazionista di Natlačen durante la seconda guerra mondiale.